# Fuel (альбом Ларри Янга)
«Fuel» (англ. топливо), также известный как «Larry Young’s Fuel» — студийный альбом американского джазового органиста Ларри Янга, первый из двух альбомов, записанный артистом для Arista Records.

## Особенности
Первый альбом на лейбле-мейджоре Arista ознаменовал отход от смелых фри-фанковых и фьюжновых экспериментов предыдущих лет в сторону более коммерческого и рафинированного фанка. Также Ларри Янг, известный своей обычной приверженностью к «Хаммонд-органу», практически впервые работает с большим количеством разнообразных клавишных инструментов и синтезаторов. «I Ching (Book Of Changes)» кажется вдохновлённой «Peaches En Regalia» Фрэнка Заппы. Певица Лаура «Текила» Лоран, участница The Tony Williams Lifetime в 1972—1974 годах (как раз после того, как Ларри покинул эту группу), внесла вклад в три композиции, среди которых выделяется бойкий соул-номер «Turn Off The Lights». Также сам Ларри спел в речитативной манере на завершающем альбом треке «New York Electric Street Music».

## Отзывы
Allmusic оценил альбом в 3½ балла из 5, обозреватель Рови Стафф выделил композиции «I Ching (Book of Changes)» и «H + J = B (Hustle + Jam = Bread)».
«По контрасту со столь же фанковыми, но в большей или меньшей степени прямолинейными записями, сделанными Херби Хэнкоком или Weather Report в тот же период, работа Янга наполнена чудны́ми изворотливыми звуками, пением и ритмами», — пишет диджей и радиоведущий Майкл Барнс.
Пользователи Rate Your Music оценили Fuel в 3.58 баллов из 5 (46 оценок).

## Список композиций
| №                   | Название                           | Автор(ы)                                                | Длительность |
| ------------------- | ---------------------------------- | ------------------------------------------------------- | ------------ |
| 1.                  | «Fuel For The Fire»                | Terry Philips / Sandy Torano / Larry Young              | 6:06         |
| 2.                  | «I Ching (Book of Changes)»        | Larry Young                                             | 6:25         |
| 3.                  | «Turn Off The Lights»              | Laura "Tequila" Logan / Fernando Saunders / Larry Young | 7:05         |
| 4.                  | «Floating»                         | Sandy Torano                                            | 4:13         |
| 5.                  | «H + J = B (Hustle + Jam = Bread)» | Larry Young                                             | 6:19         |
| 6.                  | «People Do Be Funny»               | Terry Philips / Larry Young                             | 3:43         |
| 7.                  | «New York Electric Street Music»   | Fernando Saunders / Sandy Torano / Larry Young          | 8:34         |
| Общая длительность: | Общая длительность:                | Общая длительность:                                     | 42:25        |

## Участники
- Ларри Янг — клавишные: синтезатор Mini Moog, орган CDX-0652 Portable Moog Organ, FRM-S810 Freeman String Simphonizer, орган Hammond B-3, электропиано Fender Rhodes, фортепиано; вокал [7]
- Сантьяго «Сэнди» Торано (Santiago «Sandy» Torano) — гитара
- Фернандо Саундерс (Fernando Saunders) — бас
- Роб Готтфрид (Rob Gottfried) — ударные, перкуссия
- Лаура «Текила» Логан (Laura «Tequila» Logan) — вокал [1, 3, 6]; бэк-вокал [7]